# Železniška postaja Anhovo
Železniška postaja Anhovo je ena izmed železniških postaj v Sloveniji, ki oskrbuje bližnje naselje Anhovo.